# Dolichocis
Dolichocis is een geslacht van kevers in de familie houtzwamkevers (Ciidae).

## Soorten
- D. indistinctus Hatch, 1962
- D. laricinus (Mellié, 1849)
- D. manitoba Dury, 1919
- D. yuasai (Chûjô, 1941)